# 元琇
元琇（?—?），唐朝官员，隋朝武陵公元胄的五世孙。
开始是刘晏的部下。刘晏去世二十年，韩洄、元琇、裴腆、李衡、包佶、卢徵、李若初相继分掌财赋，都是刘晏的故吏。建中三年（782年）二月以容管经略使元琇为广州刺史、岭南节度使。贞元元年（785年），元琇以御史大夫为盐铁水陆运使，表韦武以仓部员外郎充判官；以齐抗有才用，奏授仓部郎中，条理江淮盐务。元琇以户部侍郎判诸道盐铁、榷酒等事。后以尚书右丞判度支，使得国家没有横征暴敛而军旅能有充足的军粮。举荐卢徵为京兆司录、度支员外郎。贞元二年（786年），韩滉以浙江东西节度，加江淮转运使，唐德宗想让他专督运务。元琇与崔造关系好，元琇以盐铁之任委托给他。元琇以韩滉性刚难制，再奏江淮转运事项，江南米自长江至扬州共十八里，请韩滉负责；扬子已北，元琇负责。韩滉于是大怒，指摘元琇盐铁司的事情论奏。元琇以京师钱重货轻，便在江东监院收取现钱四十余万贯，令转送入关。韩滉不许，诬奏元琇：“运千钱至京师，费钱至万，于国有害。”唐德宗问元琇，元琇奏道：“一千钱之重，约等于一斗米。自江南水路至京，一千钱运送，花费三百钱，怎么能至万？”唐德宗同意，遣宦官带着手诏命令运钱。韩滉坚持以为不可。唐德宗罢免元琇的判使，改任尚书右丞。秋初，江淮漕米很多至京师，十二月，德宗以韩滉专领度支、诸道盐铁转运等使，诬奏元琇运米给淄青节度使李纳、河中节度使李怀光。唐德宗大怒，没有调查，贬元琇为雷州司户参军。罢崔造知政事，守太子右庶子。尚书左丞董晋见宰相刘滋、齐映，极言元琇非罪，举朝士大夫称壮董晋之节。后来因为元琇私入广州，被唐德宗赐死。